# Gazela dlouhorohá
Gazela dlouhorohá (Gazella saudiya) je vyhynulým druhem gazely. Dříve žila na Arabském poloostrově. Hlavním důvodem jejího zmizení byl nadměrný lov. Oficiálně byla prohlášena za vyhynulou v roce 2008, ale s největší pravděpodobností vymizela podstatně dříve.

## Popis
Gazela dlouhorohá původně obývala štěrkovité a písečné pláně porostlé akáciemi v pásu táhnoucímu se od severu Saúdské Arábie k jihu až do Jemenu. Žila osamoceně nebo v malých stádech v počtu do 20 jedinců. Byla světlejší než gazela dorkas (především na hlavě a uších) a měla kratší končetiny.
Ještě do roku 2001 byla považována za poddruh dorkas, ale genetický výzkum zjistil, že ačkoliv je s ní příbuzná, jde o samostatný druh. Proto také její ubývání původně vzbudilo tak malý zájem. Mělo se za to, že jde jen o lokální populaci gazely dorkas, která byla na jiných místech poměrně hojná bez potřeby zvláštní ochrany.

## Vyhynutí
Gazela dlouhorohá byla vždy vzácná a málokdy spatřená v přírodě. Již před oficiálním prohlášením za vyhynulou jí nikdo desítky let neviděl. V roce 1980 proto obdržela status vyhynulá v divočině. Nicméně se předpokládalo, že žije v zajetí, ale zkoumáním údajných jedinců vyšlo najevo, že jde o jiný druh nebo o křížence. Ačkoliv vzniklo několik záchranných projektů a expedic, jež měly za cíl gazelu najít, žádné se to nepodařilo. 